# Bielany Podlaskie
Bielany Podlaskie – zlikwidowany przystanek kolejowy w miejscowości Bielany-Jarosławy. Znajdował się tu 1 peron. Peron, oświetlenie oraz budynek dworca zostały rozebrane w 2010 przez PKP PLK.